# Capsella mexicana
Capsella mexicana là một loài thực vật có hoa trong họ Cải. Loài này được Hemsl. mô tả khoa học đầu tiên năm 1879.